# Krum
Krum Grozni (bolgarsko Крум, latinizirano: Krum), bolgarski vladar z začetkom vladanja med letoma 796 in 803 do leta 814, * ni znano, † 13. april 814.
Med njegovim vladanjem se je bolgarsko ozemlje skoraj podvojilo in se raztezalo od srednjega toka Donave do Dnepra in od Odrina do Tater. Bil je sposoben in energičen vladar, ki je v Bolgariji vzpostavil zakon in red in razvil zametke državne organizacije.

## Spor z Nikeiforjem I.
Krum se je ukvarjal predvsem z ozemeljsko širitvijo države. Leta 807 je bolgarska vojska premagala bizantinsko v dolini Strume, leta 809 pa je oblegal in osvojil Serdico, sedanjo Sofijo. Osvojitev mesta je izzvala bizantinskega cesarja Nikeforja I., da je začel ob severni meji svojega cesarstva naseljevati prebivalce Anatolije. Poskusil je tudi osvojiti izgubljeno Serdico, vendar mu to ni uspelo.
Na začetku leta 811 se je Nikefor odpravil na velik vojni pohod proti Bolgarom in prodrl do trdnjave Markeli pri Karnobatu. Krum se je 11. julija 811 poskušal pogajati z Bizantinci, Nikefor pa je pogajanje zavrnil in nadaljeval s pustošenjem. Njegovi vojski je nekako uspelo izogniti se bolgarskim zasedam na Stari planini (Balkan) in prodreti v Mezijo. Na poti so naleteli samo na majhno, na hitro zbrano vojsko, in 20. julija jim je uspelo osvojiti Plisko. Mesto so izropali in ga zažgali, potem pa krenili proti civilnemu prebivalstvu. Krum se je ponovno poskušal pogajati, Nikefor pa se je ponovno izkazal kot brutalen, podivjan in neusmiljen poveljnik. 
Nikeforjevo brutalnost je v svoji Kroniki opisal Mihael Sirijec, patriarh sirijskih jakobitov iz 12. stoletja: "Nikefor, cesar Rimljanov, je vdrl na ozemlje Bolgarov. Premagal je Bolgare in jih mnogo pobil. Prišel je do njihove prestolnice, jo oblegal in opustošil. Njegovo divjanje je šlo tako daleč, da je ukazal, naj mu pripeljejo majhne otroke. Otroke je stisnil ob tla in jih s kamni za mlatenje žita pobil".
Medtem, ko je Nikefor I. s svojo vojsko plenil bolgarsko prestolnico, je Krum mobiliziral vse razpoložljive vojake in oborožil celo kmete in ženske. Vojsko je razporedil na gorske prelaze, da bi prestregla Bizantince na njihovem povratku v Konstantinopel.  26. julija zjutraj so Bolgari na Vrbiškem prelazu ujeli v past umikajočega se Nikeforja in popolnoma uničili njegovo vojsko, njega pa ubili. Sinu Stavrakiju, ki je bil težko ranjen v vrat, je s pomočjo cesarjeve telesne straže uspelo pobegniti. Legenda pravi, da je Krum Nikeforjevo lobanjo okoval s srebrom in jo uporabljal za čašo. Krum je zaradi svoje mojstrske strateške zmage dosegel v antičnem svetu zelo velik ugled.

## Spor z Mihaelom I. Rangabom
Nikeforjevega naslednika Stavrakija so po krajšem vladanju prisilili k odstopu in je naslednje leto zaradi starih ran umrl. Nasledil ga je svak Mihael I. Rangab. Leta 812 je Krum napadel bizantinsko Trakijo, osvojil Develt in prestrašil prebivalce bližnjih trdnjav, da so pobegnili proti Konstantinoplu. S tako utrjenega političnega položaja je Bizantincem ponudil obnovitev mirovne pogodbe iz leta 716. Mihael I. je ponudbo zavrnil  in bahavo nasprotoval predvsem določilu o zamenjevi dezerterjev. Krum je povečal pritisk na cesarja, tako da je konec leta 812 zasedel Mesembrijo (Nesebar).     
Februarja 813 so Bolgari ponovno napadli Trakijo, vendar jih je bizantinska vojska odbila. Uspeh je Mihaela I. vzpodbudil, da je zbral vojake iz celega cesarstva in jih v upanju na odločilno zmago povedel proti severu. Krum je s svojo krenil proti jugu proti Odrinu in se utaboril pri Versinikiji. Mihael I. je postrojil svojo vojsko in čakal, ker se naslednjih štririnajst dni nobena vojska ni odločila za napad. 22. julija 813 so Bizantinci končno napadli in takoj zatem pobegnili z bojišča. Krumova konjenica jih je zasledovala vse do Konstantinopla in začela s kopnega oblegati mesto. Osramočeni Mihael I. je moral odstopiti in se umakniti v samostan. Bil je že tretji bizantinski cesar, ki je izgubil prestol zaradi Krumovih zmag.

## Spor z Leonom V. Armencem
Mihaelov naslednik  Leon V. Armenec je ponudil pogajanja in organiziral srečanje s Krumom. Kruma so na poti na srečanje v zasedi čakali Leonovi lokostrelci in ga ranili. Besni Krum je zato opustošil okolico Konstantinopla, na poti domov osvojil Odrin in meščane, med njimi tudi starše bodočega cesarja Bazilija I., preselil preko Donave. Kljub temu, da se je približevala zima, je izkoristil lepo vreme in poslal 30.000 vojakov v Trakijo. Njegova vojska je osvojila Arkadiupolis (Lüleburgaz) in 50.000 ujetnikov preselila na bolgarska ozemlja preko Donave. Plen iz Trakije so si razdelili Krum in njegovo plemstvo, arhitekturne elemente, morda tudi ujete bizantinske umetnike, pa so uporabili za obnovo Pliske. 
Pozimi se je pripravljal na glavni napad na Konstantinopel, kjer so se začele širiti govorice, da sestavlja oblegovalne stroje, ki jih bo pripeljal na kar 5.000 vozovih. Še pred pohodom je 13. aprila 814 umrl. Nasledil ga je sin Omurtag.

## Zapuščina
Krum je izdal prvi poznani pisni bolgarski zakonik, ki je zagotavljal podpore za berače, in državno zaščito za vse revne Bolgare. Popivanje, obrekovanje in ropanje so bili strogo kaznovani. Krum je zaradi svoje zakonodaje postal znan kot strog, vendar pravičen vladar, tako Slovanov kot Prabolgarov. 